# Active Watch
Active Watch este o asociație din România care are ca scop să protejeze și să promoveze dreptul la liberă exprimare și libertatea presei. Până în octombrie 2006, AMP s-a numit Agenția de Monitorizare a Presei - Academia Cațavencu (AMP-AC) și a funcționat ca departament în cadrul Așezământului Cultural Academia Cațavencu, organizație nonprofit înființată în 1991, care a editat și săptămânalul Academia Cațavencu până în 1996. Departamentul AMP a fost înființat în anul 1994, de Mircea Toma, președintele asociației.

## Istoric
În perioada decembrie 2006–noiembrie 2007, AMP a realizat proiectul „Nu tăia pădurea ca-n codru”, în parteneriat cu Asociația pentru Coeziune Economică și Socială (ACES), Institutul de Cercetări și Amenajări Silvice (ICAS) și Comitetul Național Român pentru Drepturile Copilului.
În noiembrie 2008, organizațiile Pro Democrația și AMP, împreună cu Centrul Român pentru Jurnalism de Investigație, au elaborat o listă care cuprindea 130 de persoane din jumătatea de vest a țării care aspirau la un mandat de deputat, dar nu corespundeau unor criterii de integritate, criterii care, cu mici variații, au fost folosite și în 2004 de către Coaliția pentru un Parlament Curat.
În octombrie 2009, AMP, împreună cu Pro Democrația și Cartel Alfa, a creat Alianța pentru alegeri corecte, cu scopul de a monitoriza alegerile prezidențiale din 22 noiembrie și 6 decembrie 2009.
În februarie 2010, au existat acuzații în presă la adresa AMP pentru faptul că timp de doi ani, trei jurnaliști (Radu Moraru, Marius Drăghici și Laurențiu Ciocăzeanu) au avut procese civile pe rol și pe baza unei analize realizate de AMP. Procesul a fost inițiat de Fondul Româno-American de Investiții (FRAI) împotriva celor trei jurnaliști, datorită dezvăluirilor făcute de aceștia în presă despre fondul de investiții.